# Roberto Schwarz
Roberto Schwarz (* 20. August 1938 in Wien) ist ein brasilianischer Literaturkritiker, Autor und Literaturtheoretiker.

## Leben
Roberto Schwarz studierte Sozialwissenschaft an der Universität Universidade de São Paulo und nahm dort von 1958 bis 1959 an einem Seminar zu Karl Marx’ Das Kapital teil, in dem auch der spätere brasilianische Präsidenten Fernando Henrique Cardoso, dessen Frau Ruth Cardoso, José Arthur Giannotti, Fernando Novais, Paul Singer, Octavio Ianni, Bento Prado Jr., Francisco Weffort, Michael Löwy und Gabriel Bolaffi zusammen diskutierten. Er schloss das Studium 1960 ab machte 1963 seinen Master an der Yale-Universität in den USA. 1969 ging Roberto Schwarz ins Exil nach Paris und erlangte 1976 an der Université de Paris III seinen Doktor in Lateinamerikastudien.
Seit Ende der 1970er Jahre verfasste er mehrere Monografien und Theaterstücke und war als Übersetzer tätig. Roberto Schwarz war Professor für Literaturtheorie und Vergleichende Literaturwissenschaften an der USP bis 1968 und an der Universität UNICAMP von 1978 bis 1992. 2005 nahm er an dem Literaturfest Festa Literária Internacional de Paraty teil.

## Bücher
- A Sereia e o Desconfiado. Rio de Janeiro, 1965.
- Ao Vencedor as Batatas: Forma literária e processo social nos inícios do romance brasileiro. São Paulo: , 1977.
- O Pai de Família e outros estudos. Rio de Janeiro, 1978.
- Os Pobres na Literatura Brasileira. São Paulo, 1983.
- Que Horas São? São Paulo, 1987.
- Um Mestre na Periferia do Capitalismo: Machado de Assis. São Paulo, 1990.  (Auf Englisch: A Master on the Periphery of Capitalism: Machado de Assis. Trans. John Gledson. Durham: Duke University Press, 2002.)
- Misplaced Ideas: Essays on Brazilian Culture. mit einer Einleitung von John Gledson. London, 1992.
- Duas Meninas. São Paulo, 1997.
- Seqüências Brasileiras. São Paulo, 1999.
- Cultura e Política, 1964–1969. Rio de Janeiro, 2001.

### Gedichte und Theaterstücke
- Pássaro na Gaveta. São Paulo: Massao Ohno, 1959. (Gedichte)
- Corações Veteranos. Rio de Janeiro: Coleção Frenesi, 1974. (Gedichte)
- A Lata de Lixo da História. Rio de Janeiro: Paz e Terra, 1977. (Theater)